# Laganum depressum
Laganum depressum är en sjöborreart som först beskrevs av René-Primevère Lesson 1841.  Laganum depressum ingår i släktet Laganum och familjen Laganidae. Inga underarter finns listade i Catalogue of Life.